# 托馬斯·克蘭公共圖書館

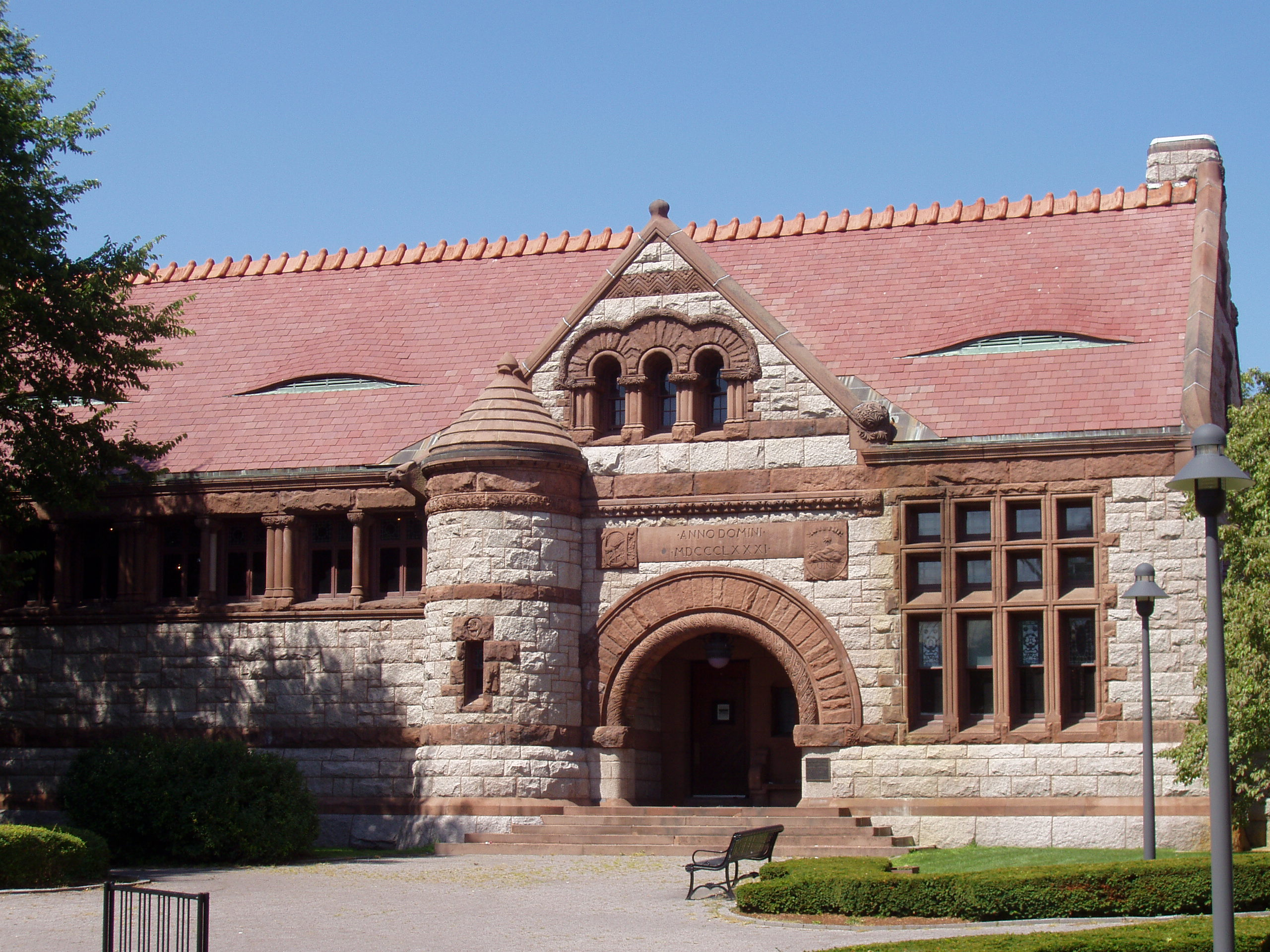
總圖書館

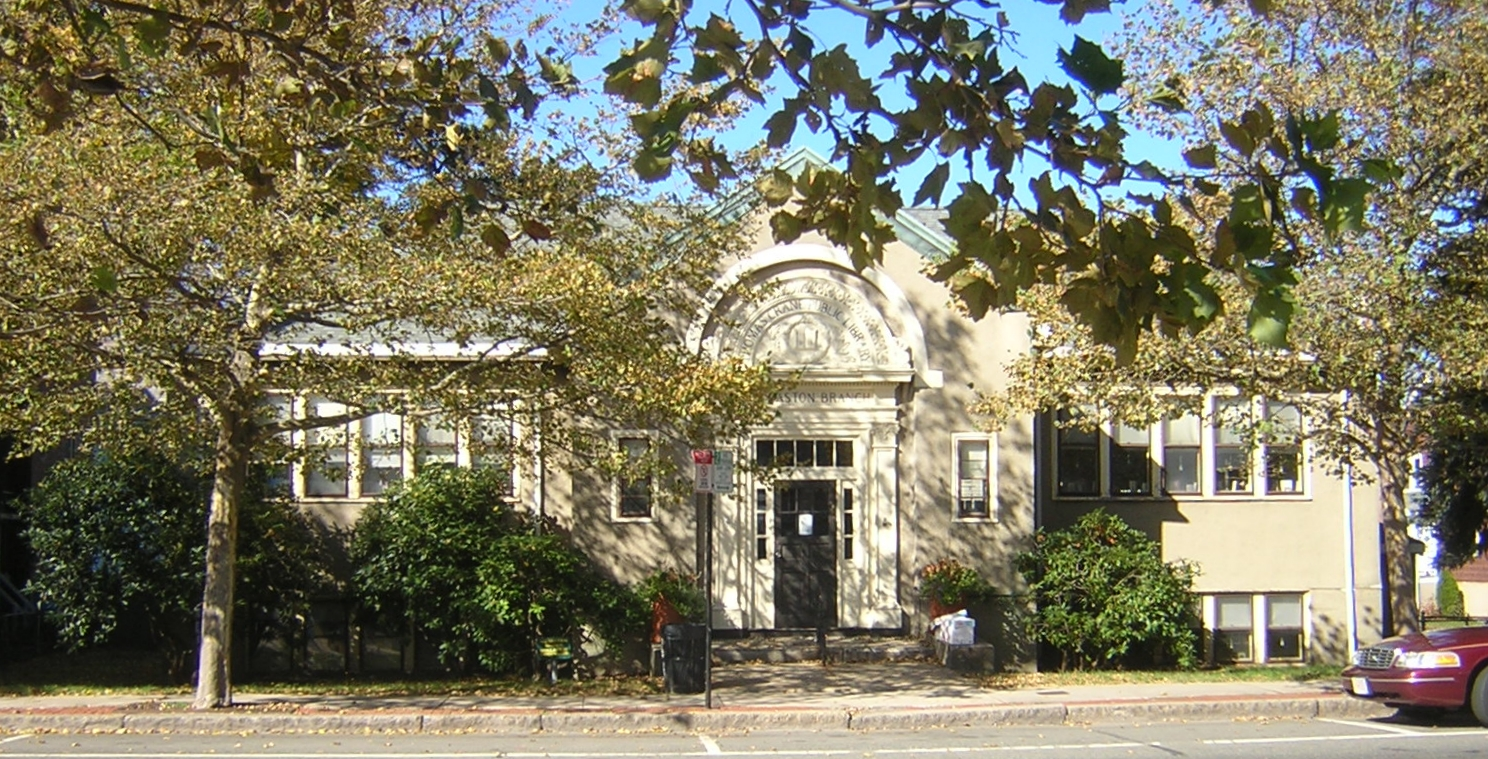
華拉斯頓分館

托馬斯·克蘭公共圖書館（Thomas Crane Public Library）是美国马萨诸塞州昆西的公共图书馆系统；有總圖書館和三个分館：亞當士岸分館（Adams Shore Branch），北昆士市分館（North Quincy Branch）和華拉斯頓分館（Wollaston Branch）。
總圖書館和華拉斯頓分館都是國家史蹟名錄的地方。